# L'ombra della vendetta
L'ombra della vendetta (The Crimebusters) è un film del 1962 diretto da Boris Sagal.
È un film poliziesco a sfondo drammatico statunitense con Peter Mark Richman, Martin Gabel e Phillip Pine.

## Produzione
Il film, diretto da Boris Sagal su una sceneggiatura di David Karp e Paul Monash con il soggetto dello stesso Karp, fu prodotto da Charles Russell per la MGM Television e la Metro-Goldwyn-Mayer.

## Distribuzione
Il film fu distribuito con il titolo The Crimebusters negli Stati Uniti nel 1962 dalla Metro-Goldwyn-Mayer.
Altre distribuzioni:
- in Giappone il 19 maggio 1962
- in Germania Ovest il 20 luglio 1962 (Gangsterschlacht)
- in Svezia il 26 novembre 1962
- in Danimarca il 22 aprile 1963 (Gangstere gi'r ikke rabat)
- in Brasile (As Duas Faces de Caim)
- in Italia (L'ombra della vendetta)
- in Grecia (To mystiko tou tritou anthropou)